# Hog Islander
| Design 1022 (Hog Islander Typ A) | Design 1022 (Hog Islander Typ A) |
| Technische Daten (Überblick)     | Technische Daten (Überblick)     |
| -------------------------------- | -------------------------------- |
| Schiffstyp:                      | Frachtschiff                     |
| Vermessung:                      | 5.753 BRT / 3.562 NRT            |
| Tragfähigkeit:                   | 7.825 TDW                        |
| Länge über Alles:                | 122,22 m                         |
| Breite:                          | 16,00 m                          |
| Tiefgang:                        | 7,30 m                           |
| Antrieb:                         | 1 × Dampfturbine                 |
| Gesamtleistung:                  | 2.500 PSw                        |
| Geschwindigkeit:                 | 11,5 Knoten                      |
| Mannschaft:                      | ?                                |
| Baunummern:                      | 492–541 und 1482–1541            |

| Design 1024 (Hog Islander Typ B) | Design 1024 (Hog Islander Typ B) |
| -------------------------------- | -------------------------------- |
|                                  |                                  |
| Technische Daten (Überblick)     |                                  |
| Schiffstyp:                      | Truppentransporter               |
| Vermessung:                      | 7.430 BRT                        |
| Tragfähigkeit:                   | 8.133 TDW                        |
| Länge über Alles:                | 136,55 m                         |
| Breite:                          | 16,00 m                          |
| Tiefgang:                        | 8,35 m                           |
| Antrieb:                         | 1 × Dampfturbine                 |
| Gesamtleistung:                  | 6.000 PSw                        |
| Geschwindigkeit:                 | 16,7 Knoten                      |
| Mannschaft:                      | ?                                |
| Baunummern:                      | 669–680                          |

Die Hog Islander waren Serienschiffstypen, die während des Ersten Weltkriegs auf einer eigens dafür errichteten Werft in Philadelphia, Vereinigte Staaten entstanden. Der Name leitet sich von der Hog Island Werft ab.

## Geschichte

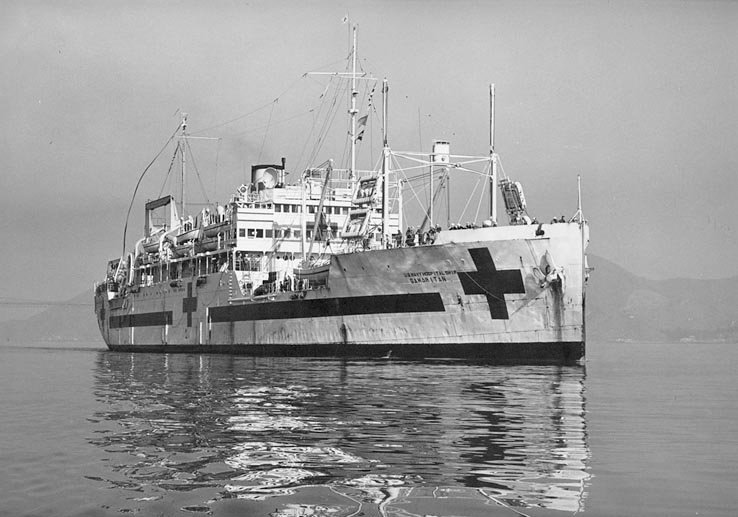
Hog Islander Lazarettschiff

Während des Ersten Weltkriegs wurde für die US-Regierung ein Mangel an Frachtschiffen erkennbar. Sie gründete 1916 die Behörde United States Shipping Board, die ein Notbauprogramm auflegte. Im Zuge dieses Programm wurde die Hog Island Werft, mit ihren 50 Hellingen damals der größte Schiffbaubetrieb der Welt, durch die New York Shipbuilding Company errichtet.
Auf ihr wurden von der ersten Kiellegung am 16. Februar 1918 bis zur Ablieferung des letzten Schiffes am 21. Januar 1921 insgesamt 110 Frachtschiffe des Typs „A“ und 12 Truppentransporter des Typs „B“ gebaut. Danach wurde die Werft wieder geschlossen.
Erstes fertiggestelltes Schiff war der als Red Jacket auf Kiel gelegte und im August 1918 getaufte Typ „A“ Quistconck, letztes Schiff war die am 5. Februar 1919 als Skaneateles auf Kiel gelegte und 28. April 1920 vom Stapel gelassene Typ „B“ Wright.
Als die Quistconck am 10. Dezember die Werft verließ, war der Erste Weltkrieg schon vorüber. Die längste Lebensdauer hatte die als Shannock gebaute argentinische Pleamar, welche erst ab dem 8. Oktober 1964 in Buenos Aires abgebrochen wurde.

## Typen
Es wurden zwei Schiffstypen des Emergency Fleet Corporation Designs gebaut. Beide Entwürfe gingen zurück auf die Vorarbeit des Schiffbauingenieurs Major John York vom Shipping Board Design Department und des Konstruktionsbüros der New York Shipbuilding Corporation.